# Xanthorhoe helias
Xanthorhoe helias là một loài bướm đêm trong họ Geometridae.